# Peridroma differens
Peridroma differens är en fjärilsart som beskrevs av Walker 1858. Peridroma differens ingår i släktet Peridroma och familjen nattflyn. Inga underarter finns listade i Catalogue of Life.